# Centre Marc Bloch
Das Centre Marc Bloch ist ein deutsch-französisches Forschungszentrum für Sozial- und Geisteswissenschaften in Berlin. Es ist benannt nach dem Historiker Marc Bloch.

## Geschichte
Erster Direktor war der Historiker Étienne François (1992–1999), gefolgt von der Philosophin Catherine Colliot-Thélène (2000–2005), der Politologin Pascale Laborier (2005–2010), dem Historiker Patrice Veit (2010–2015) und der Historikerin Catherine Gousseff (2015–2018). Seit dem 1. September 2018 wird das Centre Marc Bloch von dem Historiker Jakob Vogel geleitet.

## Organisation
Es ist eine Einrichtung in der Trägerschaft des französischen Außenministeriums und des französischen Ministeriums für Forschung und Hochschulwesen/Centre national de la recherche scientifique (CNRS). Es hat den Status eines französischen Forschungsinstituts im Ausland (Unité mixte des instituts français de recherche à l’étranger: UMIFRE No. 14 CNRS-MAEE) und ist zugleich eine Forschungseinrichtung des CNRS (USR 3130).
Seit 2001 wird es auch durch das deutsche Bundesministerium für Bildung und Forschung (BMBF) mitfinanziert. Darüber hinaus ist das CMB seit Januar 2011 durch einen Kooperationsvertrag als „An-Institut“ eng mit der Humboldt-Universität zu Berlin (HU) verbunden. Seit Januar 2016 ist das Centre Marc Bloch ein eingetragener Verein nach deutschem Recht.

## Forschung
In den Forschungsschwerpunkten und Forschungsprojekten des Centre entsteht Interdisziplinarität durch gemeinsame Arbeit an transversalen Themen. Darüber hinaus werden Vorträge, Workshops und Colloquien mit Teilnehmern aus Deutschland, Frankreich und vielen anderen Ländern organisiert. Das Centre Marc Bloch ist erfolgreich bei der Einwerbung von Drittmittelprojekten, die langfristige Forschungskooperationen im deutsch-französischen und europäischen Rahmen ermöglichen.
Einen Schwerpunkt der Arbeit stellt die Förderung des wissenschaftlichen Nachwuchses dar. Doktoranden kommen für Arbeitsaufenthalte zwischen wenigen Monaten und mehreren Jahren in das Centre. Ihnen wird ein Tutor an die Seite gestellt, der ihre Arbeit im Rahmen einer Arbeitsgruppe begleitet. Im regelmäßig stattfindendem Forschungskolloquium werden laufende Projekte vorgestellt und diskutiert. Das Centre engagiert sich für die gute Einbindung seiner französischen Doktoranden und Forscher in die Berliner Wissenschaftslandschaft und hilft deutschen Doktoranden, Kontakte nach Frankreich zu entwickeln. Darüber hinaus werden speziell auf die Bedürfnisse von Doktoranden ausgerichtete Programme, wie Doktorandentage, Workshops und Sommerschulen, veranstaltet.
Die Forschung und die Nachwuchsförderung sind im Centre Marc Bloch in vier Forschungsschwerpunkte organisiert.